# Мірмухсін
Мірмухсін (повне ім'я Мірмухсін Мірсаїдов, Mirmuhsin Mirsaidov; 3 травня 1921, Ташкент — 3 лютого 2005, там само) — узбецький поет, прозаїк, редактор. Народний письменник Узбецької РСР (1981).

## Біографія
Народився в бідній сім'ї гончаря. Писати вірші почав з 1936 року. У 1941 році закінчив філологічний факультет Ташкентського університету, у 1946 році вступив до КПРС, у 1950 році був призначений головним редактором журналу «Шарк Юлдуза» («Зірка Сходу»), обіймав цю посаду до 1960 року і потім знову зайняв її в 1971 році. Співпрацював також в журналах «Муштум» і «Гулістан».
Основні твори: збірки віршів «Отечество» (1942), «Вірність» (1945), «Фергана» (1949), «Співвітчизники» (1953), «Гості» (1954), «Серце і філософія» (1963) та інші, поеми про радянських бавовноробів «Уста Гіяс» (1947) і «Зелений кишлак» (1948), побутовий роман у віршах «Зіяд і Адиба» (1958). Крім поезії, писав також прозу: прозову збірку «Оповідання» (1959), історичні повісті «Білий мармур» (1957), «Рабиня» (1962) (про історію Хівинського ханства), «Нічні блискавки» (1964, про приєднання Середньої Азії до Російської імперії), романи про робітничий клас «Гарт» (книга 1, 1964) і «Син ливарника» (1972), роман «Умід» (1969), присвячений формуванню радянської узбецької інтелігенції, роман про повсякденне життя сучасного йому Узбекистану "Чаткальський тигр "(1977), історичні романи «Зодчий» (1974) і «Темур Малик» (1985). До пізніших творів належать «Ilon o'chi» (1995), «Turon malikasi» (1998). Кілька його творів написані для дітей (зокрема, збірки оповідань «Зірки» («Юлдузлар», 1949), «Лола», «Слива і урюк» (1952)), ряд творів переведений на російську мову.